# 双头垄断
双头垄断（Duopoly），又稱複占，是一种寡头垄断垄断形式，只有两个竞争者存在于市场当中，或名义上存在多个竞争者但实际上是两个主要竞争对手统治了市场。

## 經濟學中的雙占模型
目前有兩個主要雙佔模型：伯川德競爭模型（Bertrand competetion model）與古諾競爭模型（Cournot competetion）。

## 例子
- 大型喷气式客机市场：波音和空中巴士 。
- 个人电脑微处理器：英特尔和AMD 。
- 个人电脑操作系统：微软和蘋果公司。
- 行動作業系統：Android和iOS。
- 台灣筆記型電腦市場：華碩和宏碁
- 中国大陆的石油市场：中石油和中石化 。
- 软饮料市场：百事可乐和可口可乐。
- 摄影胶片行业：柯达和富士。
- 显卡：NVIDIA 和 ATI/AMD。
- 法律研究：LexisNexis 和 Westlaw ; 两个公司被合起来戏称为 Wexis
- 高端镜头、摄像机和照相机：佳能和尼康。
- 美国电信业：Verizon 和 AT&T。
- 香港的連鎖超市：百佳和惠康。
- 香港的便利商店：7-Eleven和OK便利店
- 香港的电视行业：TVB和Now TV

- 香港的卡拉OK：Neway和Red Mr
- 台灣的便利商店：7-Eleven和全家便利商店
- 台灣的石油供應：台塑石化與台灣中油
- 美国的政党：民主党和共和党